# Boloria podhalensis
Boloria podhalensis är en fjärilsart som beskrevs av Crosson du Cormier och Félix Édouard Guérin-Méneville 1962. Boloria podhalensis ingår i släktet Boloria och familjen praktfjärilar. Inga underarter finns listade i Catalogue of Life.